# کولا، بلغارستان
کولا شهری در استان ویدین کشور بلغارستان است که جمعیت آن در سال ۲۰۰۱ میلادی ۳٬۸۰۲ نفر بوده‌است.
این شهر مرکز اداری شهرستان کولا است. کولا سومین شهر بزرگ استان ویدین پس از شهرهای ویدین و بلوگرادچیک است. این شهر در نزدیکی مرز با صربستان قرار دارد.